# Pontville
Pontville is een plaats in de Australische deelstaat Tasmanië en telt ongeveer 500 inwoners.
Van 2011 tot 2013 was er een asielcentrum gevestigd.